# Heiner Michael Becker
Pour les articles homonymes, voir Becker.
Heiner Michael Becker ou Heiner Becker (15 juillet 1951 à Duisbourg - 4 avril 2017 à Norwalde, Allemagne) est un historien de l’anarchisme de renommée internationale, collectionneur et archiviste, bibliophile et éditeur libertaire.
Assistant scientifique de l’Institut international d'histoire sociale d’Amsterdam, de 1987 à 2012, il participe au projet d’archives « Michel Bakounine ».

## Biographie
Il est l’auteur de nombreux livres et articles sur l’histoire du mouvement libertaire, surtout en langue allemande mais aussi en anglais et en français.
Proche de Nicolas Walter (1934-2000), il participe avec lui à la publication de plusieurs ouvrages chez Freedom Press à Londres et dans la revue Raven fondée par eux-mêmes, ensemble avec Vernon Richards.
À compter de 1981, il est assistant scientifique à Institut international d'histoire sociale d’Amsterdam.
Il crée une maison d’édition en Allemagne, la Bibliothek Thélème, qui a publié, notamment, Max Nettlau (Histoire de l’anarchie),, et Rudolf Rocker (Nationalisme et culture).
Il a assuré la direction éditoriale de la publication des œuvres de plusieurs théoriciens de l'anarchisme dont Pierre Kropotkine (La Grande Révolution).
Il contribue à de nombreux titres de la presse libertaire, dont la revue française Itinéraire : une vie, une pensée de 1987 à 1998,,,.

## Publications
- Fédération internationale des centres d'études et de documentation libertaires : bibliographie.

- Nicolas Walter n'est plus, Le Monde libertaire, n°1201, 13 au 19 avril 2000, [lire en ligne].

### En tant qu'éditeur
- Max Nettlau, Geschichte der Anarchie, éditeur, introductions et index, 3 vol., Münster, Bibliothek Thélème, 1993.

- Rudolf Rocker, Nationalismus und Kultur (Korrigierte und ergänzte Neuausgabe des zuerst 1949 unter dem Titel „Die Entscheidung des Abendlandes“ erschienenen Werkes), éditeur, postface et bibliographie, Münster, Bibliothek Thélème, 1999. 
  - Rudolf Rocker, Heiner Becker (dir.) et Jacqueline Soubrier-Dumonteil (trad.), Nationalisme et culture, Éditions libertaires, 2008, 668 p. (ISBN 2-91498069-8 et 978-2914980692), (OCLC 470877824).

- Pierre Kropotkine, Memoiren eines Revolutionärs, nouvelle traduction de l’anglais, éd. Heiner Becker et Nicolas Walter, complétée d’une introduction, des notes et d’un index de personnes, 2 vol., Münster, Unrast-Verlag, 2002.
  - Pierre Kropotkine, La grande révolution 1789-1793. Suivi de Lettres de Pierre Kropotkine à James Guillaume sur les terres communales (juin-juillet 1911), intro. Heiner Becker, Paris, Éditions du Monde libertaire, 1990.